# Скотт, Эмили (модель)
Эмили Скотт (англ. Emily Scott; род. 17 декабря 1983, Канберра) — австралийская фотомодель и диджей.

## Биография
Эмили Скотт родилась 17 декабря 1983 года в городе Канберра, Австралия. Мать — Кейт Уайли.
Эмили снималась для журналов «FHM», «Ralph», «Playboy», «Maxim». Некоторое время была лицом марки «Lipton Ice Tea».
В 2007 году заняла 9 место в списке «100 Sexiest Women» по версии журнала FHM. В 2008 году она была 65-й, в 2009 году — 80-й.
В 2006 году участвовала в британском реалити-шоу «Love Island», в 2007 году — в «Cirque de Celebrite». В 2009 году участвовала в австралийском шоу «Танцы со звёздами», в 2011 году — в «I’m a Celebrity, Get Me Out of Here!».

## Личная жизнь
23 октября 2008 года вышла замуж за солиста группы «5ive» Ричи Невилла. Вместе жили в Сиднее. Четыре месяца спустя, в 2009 году они развелись. В настоящее время Эмили живёт в Лондоне.